# National Hockey League 1931/1932
National Hockey League 1931/1932 var den 15:e säsongen av NHL. 8 lag spelade 48 matcher i grundserien innan Stanley Cup inleddes den 24 mars 1932. Stanley Cup vanns av Toronto Maple Leafs som tog sin 3:e titel, efter finalsegern mot New York Rangers med 3-0 i matcher.
Ottawa Senators deltog inte säsongen 1931/32.

## Grundserien

### Canadian Division
| Nr | Lag                 | S  | V  | O | F  | GM  | IM  | MS  | P  |
| -- | ------------------- | -- | -- | - | -- | --- | --- | --- | -- |
| 1  | Montreal Canadiens  | 48 | 25 | 7 | 16 | 128 | 111 | +17 | 57 |
| 2  | Toronto Maple Leafs | 48 | 23 | 7 | 18 | 155 | 127 | +28 | 53 |
| 3  | Montreal Maroons    | 48 | 19 | 7 | 22 | 142 | 139 | +3  | 45 |
| 4  | New York Americans  | 48 | 16 | 8 | 24 | 95  | 142 | −47 | 40 |

### American Division
| Nr | Lag                 | S  | V  | O  | F  | GM  | IM  | MS  | P  |
| -- | ------------------- | -- | -- | -- | -- | --- | --- | --- | -- |
| 1  | New York Rangers    | 48 | 23 | 8  | 17 | 134 | 112 | +22 | 54 |
| 2  | Chicago Black Hawks | 48 | 18 | 11 | 19 | 86  | 101 | −15 | 47 |
| 3  | Boston Bruins       | 48 | 18 | 10 | 20 | 95  | 108 | −13 | 46 |
| 4  | Detroit Falcons     | 48 | 15 | 12 | 21 | 122 | 117 | +5  | 42 |

## Poängligan 1931/1932
Not: SM = Spelade matcher, M = Mål, A = Assists, Pts = Poäng
| Spelare          | Lag                 | SM | M  | A  | Pts |
| ---------------- | ------------------- | -- | -- | -- | --- |
| Busher Jackson   | Toronto Maple Leafs | 48 | 28 | 25 | 53  |
| Joe Primeau      | Toronto Maple Leafs | 46 | 13 | 37 | 50  |
| Howie Morenz     | Montreal Canadiens  | 48 | 24 | 25 | 49  |
| Charlie Conacher | Toronto Maple Leafs | 44 | 34 | 14 | 48  |
| Bill Cook        | New York Rangers    | 48 | 33 | 14 | 47  |

## Slutspelet 1932
6 lag gjorde upp om Stanley Cup-pokalen. De båda ettorna i serierna spelade semifinal mot varandra om en finalplats i bäst av 5 matcher. 
Tvåorna och treorna spelade kvartsfinaler i bäst av 2 matcher där det lag som gjort flest mål gick till semifinal. Vinnarna spelade mot varandra i en semifinalserie i bäst av 2 matcher där det lag som gjort flest mål gick till final. Finalserien spelades i bäst av 5 matcher.

### Kvartsfinal
Toronto Maple Leafs vs. Chicago Black Hawks
Toronto Maple Leafs vann serien med 6-2 i målskillnad.
Detroit Falcons vs. Montreal Maroons
Montreal Maroons vann serien med 3-1 i målskillnad.

### Semifinal
Montreal Canadiens vs. New York Rangers
New York Rangers vann semifinalserien med 3-1 i matcher
Toronto Maple Leafs vs. Montreal Maroons
Toronto Maple Leafs vann semifinalserien med 4-3 i målskillnad.

## Stanley Cup-final
New York Rangers vs. Toronto Maple Leafs
Toronto Maple Leafs vann finalserien med 3-0 i matcher

## NHL awards
| 1931–32 NHL awards      | 1931–32 NHL awards                  |
| ----------------------- | ----------------------------------- |
| O'Brien Trophy:         | Montreal Canadiens                  |
| Prince of Wales Trophy: | New York Rangers                    |
| Hart Memorial Trophy:   | Howie Morenz, Montreal Canadiens    |
| Lady Byng Trophy:       | Joe Primeau, Toronto Maple Leafs    |
| Vezina Trophy:          | Chuck Gardiner, Chicago Black Hawks |

## All-Star
| Första                              | Position | Andra                                 |
| ----------------------------------- | -------- | ------------------------------------- |
| Chuck Gardiner, Chicago Black Hawks | M        | Roy Worters, New York Americans       |
| Eddie Shore, Boston Bruins          | B        | Sylvio Mantha, Montreal Canadiens     |
| Ching Johnson, New York Rangers     | B        | King Clancy, Toronto Maple Leafs      |
| Howie Morenz, Montreal Canadiens    | C        | Hooley Smith, Montreal Maroons        |
| Bill Cook, New York Rangers         | HF       | Charlie Conacher, Toronto Maple Leafs |
| Aurèle Joliat, Montreal Canadiens   | LW       | Bun Cook, New York Rangers            |
| Lester Patrick, New York Rangers    | Tränare  | Dick Irvin, Toronto Maple Leafs       |